# هلنا (فیلم ۱۹۲۴)
هلنا (انگلیسی: Helena) فیلمی در ژانر درام است که در سال ۱۹۲۴ منتشر شد.